# World Baseball Classic 2009
De World Baseball Classic 2009 was de tweede editie van dit internationale honkbaltoernooi. Het toernooi werd gehouden van 5 maart tot en met 23 maart 2009. Het Japans honkbalteam prolongeerde met succes zijn titel uit 2006.

## Speelsteden
| Pool A – Tokio      | Pool B – Mexico-Stad    | Pool C – Toronto     | Pool D – San Juan    |
| ------------------- | ----------------------- | -------------------- | -------------------- |
| Tokyo Dome          | Foro Sol                | Rogers Centre        | Hiram Bithornstadion |
| Capaciteit: 42.000  | Capaciteit: 26.000      | Capaciteit: 49.539   | Capaciteit: 18.000   |
| Tokyo Dome          | Foro Sol                | Rogers Centre        | Hiram Bithornstadion |
| Groep 1 – San Diego | Groep 2 – Miami Gardens | Finale – Los Angeles | Finale – Los Angeles |
| Petco Park          | Dolphin Stadium         | Dodger Stadium       | Dodger Stadium       |
| Capaciteit: 42.685  | Capaciteit: 38.560      | Capacity: 56,000     | Capacity: 56,000     |
| Petco Park          | Sun Life Stadium        | Dodger Stadium       | Dodger Stadium       |

## Groepsindeling
Alle zestien teams van de World Baseball Classic 2006 waren opnieuw uitgenodigd om deel te nemen.
| Groep A    | Groep B     | Groep C          | Groep D                |
| ---------- | ----------- | ---------------- | ---------------------- |
| China      | Australië   | Canada           | Dominicaanse Republiek |
| Taiwan     | Cuba        | Italië           | Nederland              |
| Japan      | Mexico      | Verenigde Staten | Panama                 |
| Zuid-Korea | Zuid-Afrika | Venezuela        | Puerto Rico            |

## Eerste ronde
De top twee van elke groep plaatste zich voor de tweede ronde in San Diego (groep A & B) en Miami Gardens (groep C &D).

### Groep A
Zuid-Korea en  Japan naar tweede ronde.
| Datum         | Tijd  | Team 1     | Uitslag | Team 2     | Speelstadion |
| ------------- | ----- | ---------- | ------- | ---------- | ------------ |
| 5 maart 2013  | 18:30 | China      | 0-4     | Japan      | Tokyo Dome   |
| 6 maart 2013  | 18:30 | Taiwan     | 0-9     | Zuid-Korea | Tokyo Dome   |
| 7 maart 2013  | 12:30 | Taiwan     | 1-4     | China      | Tokyo Dome   |
| 8 maart 2013  | 19:00 | Japan      | 14-2    | Zuid-Korea | Tokyo Dome   |
| 9 maart 2013  | 18:30 | China      | 0-14    | Zuid-Korea | Tokyo Dome   |
| 10 maart 2013 | 18:30 | Zuid-Korea | 1-0     | Japan      | Tokyo Dome   |

### Groep B
Mexico en  Cuba naar tweede ronde.
| Datum         | Tijd  | Team 1      | Uitslag | Team 2      | Speelstadion |
| ------------- | ----- | ----------- | ------- | ----------- | ------------ |
| 8 maart 2009  | 12:00 | Zuid-Afrika | 1-8     | Cuba        | Foro Sol     |
| 8 maart 2009  | 19:00 | Australië   | 17-7    | Mexico      | Foro Sol     |
| 9 maart 2009  | 20:00 | Mexico      | 14-3    | Zuid-Afrika | Foro Sol     |
| 10 maart 2009 | 20:00 | Cuba        | 5-4     | Australië   | Foro Sol     |
| 11 maart 2009 | 20:00 | Mexico      | 16-1    | Australië   | Foro Sol     |
| 12 maart 2009 | 19:00 | Mexico      | 4-16    | Cuba        | Foro Sol     |

### Groep C
Venezuela en  Verenigde Staten naar tweede ronde.
| Datum         | Tijd  | Team 1           | Uitslag | Team 2           | Speelstadion  |
| ------------- | ----- | ---------------- | ------- | ---------------- | ------------- |
| 7 maart 2009  | 14:00 | Canada           | 5-6     | Verenigde Staten | Rogers Centre |
| 7 maart 2009  | 20:00 | Italië           | 0-7     | Venezuela        | Rogers Centre |
| 8 maart 2009  | 20:00 | Verenigde Staten | 15-6    | Venezuela        | Rogers Centre |
| 9 maart 2009  | 18:30 | Italië           | 6-2     | Canada           | Rogers Centre |
| 10 maart 2009 | 17:00 | Italië           | 1-10    | Venezuela        | Rogers Centre |
| 11 maart 2009 | 18:30 | Venezuela        | 5-3     | Verenigde Staten | Rogers Centre |

### Groep D
Nederland en  Puerto Rico naar tweede ronde.
| Datum         | Tijd  | Team 1                 | Uitslag | Team 2                 | Speelstadion         |
| ------------- | ----- | ---------------------- | ------- | ---------------------- | -------------------- |
| 7 maart 2009  | 12:00 | Nederland              | 3-2     | Dominicaanse Republiek | Hiram Bithornstadion |
| 7 maart 2013  | 18:00 | Panama                 | 0-7     | Puerto Rico            | Hiram Bithornstadion |
| 8 maart 2013  | 16:30 | Panama                 | 0-9     | Dominicaanse Republiek | Hiram Bithornstadion |
| 9 maart 2013  | 18:30 | Nederland              | 1-3     | Puerto Rico            | Hiram Bithornstadion |
| 10 maart 2013 | 18:30 | Dominicaanse Republiek | 1-2     | Nederland              | Hiram Bithornstadion |
| 11 maart 2013 | 17:30 | Nederland              | 0-5     | Puerto Rico            | Hiram Bithornstadion |

## Tweede ronde
De top 2 van elke groep plaatst zich voor de halve finales in  Los Angeles.

### Groep 1
| Datum         | Tijd  | Team 1 | Uitslag | Team 2     | Speelstadion | Opmerking                                                                            |
| ------------- | ----- | ------ | ------- | ---------- | ------------ | ------------------------------------------------------------------------------------ |
| 15 maart 2013 | 13:00 | Japan  | 6-0     | Cuba       | Petco Park   | Winnaar naar eerste wedstrijd om een halvefinaleplaats, verliezer naar herkansing 1. |
| 15 maart 2013 | 20:00 | Mexico | 2-8     | Zuid-Korea | Petco Park   | Winnaar naar eerste wedstrijd om een halvefinaleplaats, verliezer naar herkansing 1. |
| 16 maart 2013 | 20:00 | Cuba   | 7-4     | Mexico     | Petco Park   | Herkansing 1: winnaar naar herkansing 2, verliezer uitgeschakeld.                    |
| 17 maart 2013 | 20:00 | Japan  | 1-4     | Zuid-Korea | Petco Park   | Winnaar plaatst zich voor de halve finale, verliezer naar herkansing 2.              |
| 18 maart 2013 | 20:00 | Japan  | 5-0     | Cuba       | Petco Park   | Herkansing 2: winnaar plaatst zich voor de halve finale, verliezer uitgeschakeld.    |
| 19 maart 2013 | 20:00 | Japan  | 6-2     | Zuid-Korea | Petco Park   | Wedstrijd om de groepswinst, beide teams zeker van de halve finale.                  |

### Groep 2
| Datum         | Tijd  | Team 1           | Uitslag | Team 2           | Speelstadion    | Opmerking                                                                            |
| ------------- | ----- | ---------------- | ------- | ---------------- | --------------- | ------------------------------------------------------------------------------------ |
| 14 maart 2009 | 13:00 | Nederland        | 1-3     | Venezuela        | Dolphin Stadium | Winnaar naar eerste wedstrijd om een halvefinaleplaats, verliezer naar herkansing 1. |
| 14 maart 2009 | 20:00 | Verenigde Staten | 1-11    | Puerto Rico      | Dolphin Stadium | Winnaar naar eerste wedstrijd om een halvefinaleplaats, verliezer naar herkansing 1. |
| 15 maart 2009 | 19:30 | Nederland        | 3-9     | Verenigde Staten | Dolphin Stadium | Herkansing 1: winnaar naar herkansing 2, verliezer uitgeschakeld.                    |
| 16 maart 2009 | 20:00 | Venezuela        | 2-0     | Puerto Rico      | Dolphin Stadium | Winnaar plaatst zich voor de halve finale, verliezer naar herkansing 2.              |
| 17 maart 2009 | 19:00 | Puerto Rico      | 5-6     | Verenigde Staten | Dolphin Stadium | Herkansing 2: winnaar plaatst zich voor de halve finale, verliezer uitgeschakeld.    |
| 18 maart 2009 | 19:00 | Verenigde Staten | 6-10    | Venezuela        | Dolphin Stadium | Wedstrijd om de groepswinst, beide teams zeker van de halve finale.                  |

## Eindronde
|  | halve finale                   | halve finale                   |  |            | finale                         | finale                         |
|  |                                |                                |  |            |                                |                                |
|  | 17 maart 2009 - Dodger Stadium |                                |  |            |                                |                                |
|  | Zuid-Korea                     | 10                             |  |            |                                |                                |
|  | Venezuela                      | 2                              |  |            | 23 maart 2009 - Dodger Stadium | 23 maart 2009 - Dodger Stadium |
|  |                                |                                |  |            | Japan                          | 5                              |
|  | 18 maart 2009 - Dodger Stadium | 18 maart 2009 - Dodger Stadium |  | Zuid-Korea | 3                              |                                |
|  | Verenigde Staten               | 4                              |  |            |                                |                                |
|  | Japan                          | 9                              |  |            |                                |                                |

### Halve finales
| Datum         | Tijd  | Team 1           | Uitslag | Team 2    | Speelstadion   |
| ------------- | ----- | ---------------- | ------- | --------- | -------------- |
| 21 maart 2009 | 18:00 | Zuid-Korea       | 10-2    | Venezuela | Dodger Stadium |
| 22 maart 2009 | 17:00 | Verenigde Staten | 4-9     | Japan     | Dodger Stadium |

### Finale
| Datum         | Tijd  | Team 1 | Uitslag | Team 2     | Speelstadion   |
| ------------- | ----- | ------ | ------- | ---------- | -------------- |
| 23 maart 2009 | 18:00 | Japan  | 5-3     | Zuid-Korea | Dodger Stadium |

## Eindstand
Top 12 naar World Baseball Classic 2013.
| Nr.                              | Land                   | W       | L       | Tiebreaker |
| Winnaar                          | Winnaar                | Winnaar | Winnaar | Winnaar    |
| -------------------------------- | ---------------------- | ------- | ------- | ---------- |
| 1                                | Japan                  | 7       | 2       | –          |
| Verliezend finalist              |                        |         |         |            |
| 2                                | Zuid-Korea             | 6       | 3       | –          |
| Halvefinalisten                  |                        |         |         |            |
| 3                                | Venezuela              | 6       | 2       | –          |
| 4                                | Verenigde Staten       | 4       | 4       | –          |
| Uitgeschakeld in de tweede ronde |                        |         |         |            |
| 5                                | Puerto Rico            | 4       | 2       | 1.75 RA/9  |
| 6                                | Cuba                   | 4       | 2       | 4.15 RA/9  |
| 7                                | Nederland              | 2       | 4       | 3.98 RA/9  |
| 8                                | Mexico                 | 2       | 4       | 10.10 RA/9 |
| Uitgeschakeld in de eerste ronde |                        |         |         |            |
| 9                                | Dominicaanse Republiek | 1       | 2       | 1.57 RA/9  |
| 10                               | Italië                 | 1       | 2       | 6.84 RA/9  |
| 11                               | China                  | 1       | 2       | 7.43 RA/9  |
| 12                               | Australië              | 1       | 2       | 10.96 RA/9 |
| 13                               | Canada                 | 0       | 2       | 6.35 RA/9  |
| 14                               | Taiwan                 | 0       | 2       | 7.31 RA/9  |
| 15                               | Panama                 | 0       | 2       | 9.00 RA/9  |
| 16                               | Zuid-Afrika            | 0       | 2       | 11.65 RA/9 |